# 富山県道168号小又下段線
富山県道168号小又下段線（とやまけんどう168ごう おまたしただんせん）は、富山県中新川郡立山町内を通る一般県道である。

## 概要

### 路線データ
- 起点：富山県中新川郡立山町小又字朝倉1の甲[1]（富山県道67号宇奈月大沢野線交点）
- 終点：富山県中新川郡立山町下段字吉秋20番2[1]（富山県道6号富山立山公園線交点）
- 延長：7,454.3m[1]

## 歴史
- 1960年（昭和35年）4月23日 - 認定[2]
  - 路線名：一般県道168号小又榎線
  - 起点：富山県中新川郡立山町小又
  - 終点：富山県中新川郡立山町榎
  - 延長：8,199m
- 2010年（平成22年）5月26日
  - 県道の路線認定の一部改正[3]
    - 路線名：一般県道168号小又下段線
    - 起点：富山県中新川郡立山町小又
    - 終点：富山県中新川郡立山町下段

  - 道路区域の決定[1]道路の供用開始[4]

富山県中新川郡立山町小又字朝倉1の甲 から
富山県中新川郡立山町下段字吉秋20番2 まで（延長：7,454.3m）

## 地理

### 通過する自治体
- 富山県
中新川郡立山町

### 交差する道路
- 富山県道67号宇奈月大沢野線（起点：立山町小又字朝倉）
- 富山県道378号松倉宮路線（立山町松倉字宇塚）（通行不能）
- 富山県道169号米道上瀬戸線（立山町上瀬戸字西井上）
- 富山県道157号寺坪上市線（立山町上宮）
- 富山県道6号富山立山公園線（終点：立山町下段字吉秋）

### 沿線
- 富山地方鉄道立山線 下段駅
- 立山町立新瀬戸小学校
- 立山町立高野小学校
- 立山町郷土資料館
- 立山町総合公園
- 刀尾宮
- 立山カントリークラブ